# نسرين النقوزي
نسرين النقوزي هي كاتبة، وروائية ومدونة لبنانية وُلدت في مدينة صيدا، ودرست الصحافة والإعلام في كلية الإعلام والتوثيق بالجامعة اللبنانية، ثم عملت كمدرّسة للغة العربية لغير الناطقين بالعربية، ثم كمدرّسة للكتابة الإبداعية والنقد الأدبي، وتقيم حاليًا في كندا.
== كتاباتها ومؤلفاتها =تميزت نسرين النقوزي بكتابة الرواية النوفيلا ، ومنها:
- المنكوح (رواية): صدرت عام 2021 عن دار ابن رشد للنشر والتوزيع بالقاهرة.[1][2][3]
- الطبعة الثانية (المنكوح) عن دار أكورا المغرب 2022
- الآنسة جميلة (رواية) صدرت عام 2023 عن دار النهضة العربية.[4]